# 文峰駅
文峰駅（ムンボンえき）は朝鮮民主主義人民共和国咸鏡南道定平郡に位置する朝鮮民主主義人民共和国鉄道省平羅線の駅である。

## 歴史
- 1927年12月21日：開業[1]。

## 隣の駅
平羅線
旺場駅 - 文峰駅 - 新上駅